# 시간의 주름
《시간의 주름》(A Wrinkle in Time)은 매들린 렝글의 동화로 이후 《바람의 문》 등으로 이어지는 '시간 4부작'의 첫 번째 작품이다. 시간의 틈 속으로 행방불명된 아버지를 찾아나서는 소녀의 이야기를 다룬다. 렝글은 이 작품으로 1963년 뉴베리상을 수상했다.
2010년 할리우드 실사영화화가 발표되었다. 에이바 듀버네이가 연출하고 제니퍼 리가 각색을 맡았다.

## 등장인물
- 메그 머리
- 찰스 머리
- 캘빈 오키프

## 이어지는 시리즈
- 바람의 문  A Wind in the Door (1973)
- 급속히 기울어지는 행성 A Swiftly Tilting Planet (1978)
- 대홍수 Many Waters (1986)
- An Acceptable Time (1989)

## 같이 보기
- 웜홀